# Sähkötalo
La Maison de l'électricité (en finnois : Sähkötalo) est un bâtiment construit dans le quartier de Kamppi à Helsinki  en Finlande.

## Description
Conçu par Alvar Aalto, il abrite le siège de Helsingin Energia.